# 埃里希·米萨姆
埃里希·米萨姆（德語：Erich Mühsam，1878年4月6日—1934年7月10日），生于德国柏林，被杀于奥拉宁堡集中营。他是著名的德国作家、诗人、无政府主义者、和平主义者者与反法西斯主义者。威玛共和国时期(1919-1933)，他因为辛辣地讽刺阿道夫·希特勒以及谴责纳粹主义而成为国际知名人士。
他既是波希米亚主义者，又是多产的诗人与戏剧家。第一次世界大战之后米萨姆出现在慕尼黑，担任巴伐利亚苏维埃共和国代表，反革命胜利之后被判处15年徒刑，1924年获赦。此后，他迁居柏林。自1925年至1929年，他身负德国共产党成员的义务，后来因意见分歧退党。
法西斯主义者一夺取政权就拘捕埃里希·米萨姆，经历了一年多的监禁与严刑折磨后，他被杀于集中营。 